# Александра Радовић
Александра Радовић (Богатић, 10. септембар 1974) српска је кантауторка. Издала је пет студијских албума. Вишеструка је добитница регионалних музичких награда због свог утицаја на поп музику.
Поред своје музичке каријере, била је чланица жирија певачких такмичења Први глас Србије (2012), Пинкове звезде (2016) и Твоје лице звучи познато (2017).

## Биографија и музички почеци
Рођена је 10. септембра 1974. године у Богатићу. Уписује Нижу Музичку школу у Богатићу 1983. године. Нижу Музичку школу завршава у Шапцу 1989. године. 1989. године уписује Средњу Музичку школу „Михајло Вукдраговић", такође у Шапцу, где упоредо завршава три одсека: теоретски и инструментални и похађа трећи одсек соло певање. По завршетку Средње музичке школе, 1993. године уписује Музичку академију (Академија уметности) у Новом Саду на којој је и дипломирала (одсек-музичка педагогија). Након завршетка школовања, 1997. године почиње да ради као студијски музичар и у периоду од 1998—2002. године снима разне џинглове и уводне шпице за емисије на РТВ Пинк.

## Музичка каријера

### 2002—2004:Александра Радовић
Убрзо после тога, постаје један од најпожељнијих и најтраженијих пратећих вокала на територији тадашње СЦГ. 2001. године појављује се јавно први пут на Сунчаним скалама у Херцег Новом где је наступила са песмом Бори се, чији су аутори Јелена Галонић (сада Живановић) и Жика из групе Зана. Две године касније, јула 2003. године на истом фестивалу наступила је са песмом Као со у мору, аутора Александре Милутиновић. Оставља велики утисак, и са том песмом осваја 2. место. Песма Као со у мору постаје огроман хит и једна од њених најпознатијих и најслушанијих песама.
Први студијски албум објављује за Сити рекордс само два месеца након наступа на Сунчаним скалама. Овај албум је заправо без имена, јер на њему пише само Александра Радовић, тј. име извођача. На овом првом албуму, она је аутор 6 композиција, а као аутор се опробава и за друге извођаче. На албуму, поред Александре Радовић, текстописац песама јесте и Александра Милутиновић. Албум добија одличне критике, и избија на сам врх музичке сцене са многобројним престижним наградама. Са албума се издвајају песме: Још данас, Ако никада, Кажеш свеједно и Као со у мору. Албум је продат у више десетина хиљада примерака.
Године 2005. са песмом Карта за југ учествује на Будванском фестивалу и осваја друго место и у року од 2005 — 2006. године добија награду за најбољи текст и награду за једну од 15 најуспешнијих песама у 2005. години. Разочарана са другим местом, одлучује да више никад не учествује на домаћим музичким фестивалима.

### 2006—2007:
Први сингл са предстојећег албума под називом Ниси мој, аутора Александре Милутиновић бива објављен још у априлу и постаје хит и заузима сам врх топ листа у Србији, Босни и Црној Гори.
Други сингл Загрли ме је објављен у септембру. И овај сингл постаје веома популаран. Снимљени су спотови за песме Ниси мој и Загрли ме, а поред ове две и песма Чувам те је постала веома популарна и једна од најпознатијих љубавних песама и балада уопште.
Други студијски албум под називом Dommino објављен је 25. јула 2006. године у издању Музичке куће Сити рекордс. Албум врло брзо постаје комерцијални успех. Са албума се издвајају песме: Ниси мој, Чувам те, Не верујем да ме не волиш и већ поменута Карта за југ. У наредне две године уследиле су награде као што су: Певачица године, Поп албум године, Најбоља женска интерпретација. Албум је до сада продат у преко 60 хиљада примерака само на подручју Србије.
Први солистички концерт у Сава центру био је одржан 11. новембра 2007. године. Песме које су извођене на концерту су биле са прва два албума, а гости на концерту су били Јелена Томашевић и Сергеј Ћетковић. После овог концерта посетила је и друге веће градове у Србији. Годину дана касније, посетила је и градове у Босни на својој мини-турнеји.

### 2009—2010:Жар-птица
Године 2009. објављен је трећи студијски албум под називом Жар-птица. Радовићева је изјавила да ће песме са овог албума имати више R&B звука као песме Бијонсе и Џенифер Хадсон.
Убрзо после објављивања, албум је доживео огроман успех, поставивши најпродаванији албум у Србији и региону три месеца. Са албума су се издвојиле познате песме као што су: Бивши драги, Ни задњи ни први, Отпиши све бивше, Мирно море.
Албум је на крају 2009. године постао један од 3 најпродаванија албума те године.
Као промотивни сингл издата је песма Немој, а као други сингл са албума је издата песма Бивши драги која је постала велики хит и освојила топ позиције на скоро свим Радио-топ листама.
Радовићева је објавила да ће ићи на турнеју која ће посетити око 20 већих градова у Србији, и која ће такође обићи и Македонију и Босну. Турнеја је почела у Сава центру, а због великог интересовања објављено је да ће бити 2 концерта у истоименој дворани. Тиме је Александра Радовић постала први женски извођач који је одржан 2 концерта у Сава центру. Концерти су били планирани за 18. и 19. новембар али су померени за 1. и 5. децембар због изненадне смрти Патријарха Павла.

### 2010—данас:ЦарствоиПредворје живота
Прва компилација највећих хитова Радовићеве под називом Platinum Collection објављен је 2010. године под издавачком кућом Сити рекордс, а на албуму се налази 19 платинастих хитова са њена 3 претходна студијска албума.
Крајем 2010. и почетком 2011. године Радовићева сарађује са београдским ди-џејевима The BeatShakers и одлучује да направи нешто сасвим ново - клупски сингл. Песма је објављена 2011. године под називом У инат прошлости. Текст је потписала Александра Радовић, док је музику и аранжман урадио Борис Крстајић. Песма је постала веома популарна и представила је Радовићеву и у том светлу. Музички спот је објављен на лето, у јулу 2011. године. Песма ће се наћи на њеном четвртом албуму. 2010. је снимила песму Животни круг (енгл. Circle of life) за српску синхронизацију Дизнијевог класика Краљ лавова, која је имала премијеру 1. јануара 2011. године на РТС 1.
У 2012. години објављено је да ће поред Влада Георгиева и Саше Милошевића Марета, Александра Радовић бити нови члан жирија музичког такмичења Први глас Србије на Првој српској телевизији. Поводом тога, Радовићева је изјавила да је управо ово такмичење одлична прилика за оне које траже својих "5 минута“ и да је то једино музичко такмичење које свима пружа шансу.
Као увертиру за нови, четврти студијски албум, објавила је два сингла. Први сингл, Чувај моје срце, објављен је на пролеће 2012. године и брзо је освојио музичку сцену и постао летњи хит. Песма Ако погазиш лаж је послужила као други сингл за предстојећи албум и бива објављена у касну јесен 2012. године. Појавила се 29. марта 2013. године у ТВ серији Певај, брате.
Потом се у периоду између 2012. и 2016. године објављују синглови Са мном, Мали пех, С тобом заувек, као и обрада песме Влак групе Зана за потребе пројекта радија С Звезде певају звезде. Исти радио позива Александру у пролеће 2016. године да се прикључи пројекту Пет величанствених, у коме изводи песму Москва.
Дана 26. децембра 2016. године излази Александрин четврти студијски албум, Царство, који укључује све претходне синглове, као и осам потпуно нових песама, праћене спотовима.

## Приватни живот
На почетку своје каријере, у анонимности, али и касније као хоби, Александра Радовић је певала пратеће вокале многим естрадним певачима међу којима су и Јелена Карлеуша, Лепа Брена, Светлана Ражнатовић, Индира Радић, Мира Шкорић, група Ђогани и многи други. Сматра се и једном од најбољих пратећих вокала у земљи.
Такође, Радовићева има и своју школу певања која је основана 2006. године у Београду, а отворена је и у Новом Саду 2010. године. Настава у школама је организовано по четворомесечним семестрима (пролећни и јесењи). Предавања се састоје из индивидуалних часова на којима полазницима са својим предавачима уче основне технике певања, али из часова посвећених музичкој теорији. На предавањима се често појављују и прослављени певачи који полазницима држе предавања.
Са Александром Зеремским, познатим бизнисменом и бившим директором телевизије БК је Радовићева била у дугогодишњој вези, али се пар разишао у пролеће 2011. године. Из ове ванбрачне заједнице, Александра Радовић има ћерку Нину, која се родила 25. јуна 2010. године.
Александра Радовић је позната српска хуманисткиња. Учествовала је у многим хуманитарним акцијама. Међу тим акцијама издваја се акција у којој је учествовала са Нином Бадрић, Каролином Гочевом и Мајом Сар, регионалним певачицама. Заједно су снимиле песму Мој је живот моја песма у склопу кампање борбе против рака грлића материце.
Александра Радовић је 23. марта 2013. године је одржала хуманитарни концерт за девојчицу Тијану Огњановић у Сава центру којој је била потребна хитна трансплантација срца. Са концерта је прикупљено 2.411.053 динара, а гост на концерту је био Владо Георгиев.

## Дискографија

### Студијски албуми
- 2003: Александра Радовић
- 2006:
- 2009: Жар-птица
- 2016: Царство
- 2020: Предворје живота

### Компилације
- 2010: Platinum Collection
- 2021: The Best Of Collection

### Синглови
- 2003: Као со у мору, Још данас
- 2004: Ако никада, Нема те жене, Лаж
- 2005: Карта за југ
- 2006: Ниси мој, Чувам те, Загрли ме
- 2007: Свирај
- 2009: Немој
- 2010: Бивши драги
- 2010: Мој је живот моја песма
- 2011: У инат прошлости
- 2011: Животни круг
- 2012: Чувај моје срце, Ако погазиш лаж
- 2014: Са мном, Мали пех
- 2015: С тобом заувек
- 2016: Москва, Бескрајно
- 2017: Љубави моја
- 2019: Не волим те, Где ћеш ову ноћ
- 2023: Неодољиво
- 2023: Не заклињем се на љубав

### Видеографија
| Спот                    | Година | Режисер            |
| ----------------------- | ------ | ------------------ |
| Као со у мору           | 2003   | Semio              |
| Нема те жене            | 2004   | Semio              |
| Загрли ме               | 2006   |                    |
| Ниси мој                | 2006   |                    |
| Немој                   | 2009   |                    |
| У инат прошлости        | 2010   |                    |
| Чувај моје срце         | 2012   | Ведад Јашаревић    |
| Са мном                 | 2014   | Андреја Дамњановић |
| Влак                    | 2015   | LCF Media          |
| Памти ме                | 2016   | Андреја Дамњановић |
| Док дишем               | 2016   | Немања Новаковић   |
| Коцка леда              | 2016   | Андреја Дамњановић |
| Царство туге            | 2016   | Андреја Дамњановић |
| Бескрајно               | 2016   | Немања Новаковић   |
| Живео крај              | 2016   | Немања Новаковић   |
| Самотњак                | 2016   | Немања Новаковић   |
| Нека ме осуде сви       | 2016   | Андреја Дамњановић |
| Москва                  | 2016   | LCF Media          |
| Љубави моја             | 2017   | Сергеј Радовић     |
| Не волим те             | 2019   |                    |
| Где ћеш ову ноћ         | 2019   | Немања Новаковић   |
| Анулиран                | 2020   | Немања Новаковић   |
| Не,хвала                | 2020   | Немања Новаковић   |
| Пазл                    | 2020   | Немања Новаковић   |
| Предворје живота        | 2020   | Немања Новаковић   |
| Пољуби ме               | 2020   | Немања Новаковић   |
| Живим бол               | 2020   | Немања Новаковић   |
| Прошло ме је            | 2022   | Немања Новаковић   |
| Неодољиво               | 2023   | Ведад Јашаревић    |
| Не заклињем се на љубав | 2023   | Ведад Јашаревић    |

## Фестивали
- 2001. Сунчане скале, Херцег Нови - Бори се (Вече младих нада)
- 2003. Сунчане скале, Херцег Нови - Као со у мору, друго место
- 2005. Пјесма Медитерана, Будва - Карта за југ, друго место
- 2020. CMC festival, Водице - Не хвала

## Улоге у синхронизацијама
| Година синх. | Назив                                  | Улога                               | Студио |
| ------------ | -------------------------------------- | ----------------------------------- | ------ |
| 2011         | Алвин и веверице 3: Урнебесни бродолом | Стјуардеса                          | Мириус |
| 2012         | Краљ лавова                            | „Животни круг“ солисткиња, Сарафина | Моби   |
| 2013         | Чувари тајног краљевства               | Краљица Тара                        | Моби   |